# Evangelische Superintendentur H. B. Mähren
Die Evangelische Superintendentur H. B. Mähren war eine Superintendentur der Evangelischen Kirche H. B. in Österreich, die von 1785 bis 1918 bestand.

## Organisation
Die Superintendentur umfasste 28 (Stand: 1913) tschechischsprachige Pfarrgemeinden in Mähren. Im Jahr 1913 gehörten ihr rund 44.000 Gläubige an. Sie war in zwei Seniorate gegliedert: das (östliche) Klobauker Seniorat und das (westliche) Jaworniker Seniorat. Der Amtssitz des an ihrer Spitze stehenden Superintendenten war nicht festgelegt und befand sich jeweils dort, wo er als Gemeindepfarrer wirkte.

## Geschichte
Die Evangelische Superintendentur H. B. Mähren wurde wie die Evangelische Superintendentur H. B. Böhmen 1785 unter Kaiser Joseph II. eingerichtet.
Die Superintendenten von Mähren waren (Amtszeit in Klammern):
- Michal Blažek (1785–1827)
- Jiří Opočenský (1829–1842).
- Samuel von Nagy (1842–1863)
- Jan Beneš (1863–1883)[3]
- Josef Totušek (1884–1899)
- Ferdinand Císař (1899–1918)[4]

In den Ländern der Böhmischen Krone entstand Mitte des 19. Jahrhunderts eine neo-hussitische Bewegung. Ihre tschechisch-national orientierten Anhänger beriefen sich auf das Erbe der Confessio Bohemica, in Abgrenzung zu Wien als politischem und kirchlichem Zentrum. Die Veranstaltungen anlässlich des 500. Todestags von Jan Hus im Jahr 1905 waren ein erster Höhepunkt im Bestreben, eine unierte „tschechische Nationalkirche“ zu schaffen. Zu dieser sollten auch die tschechischen Gemeinden der Evangelischen Kirche A. B. in Österreich gehören. Die tschechischen Gemeinden A. B. und H. B. proklamierten am 17. Dezember 1918 auf einer Generalsynode in Prag ihre Loslösung von den Evangelischen Kirchen A. B. und H. B. in Österreich. Dies bedeutete das Ende der Evangelischen Superintendentur H. B. Mähren. Ihre Gemeinden schlossen sich der unierten Evangelischen Kirche der Böhmischen Brüder an.

## Gemeinden (Auswahl)
| Pfarrgemeinde   | Gründungsjahr                                                               | Seniorat | Kirchengebäude | Bild                                               |
| --------------- | --------------------------------------------------------------------------- | -------- | --- | -------------------------------------------------- |
| Brünn           | 1883 (1878 als Filialgemeinde von Nußlau)                                   | Klobauk  | Bethlehemskirche in Brünn | Bethlehemskirche in Brünn                          |
| Dankowitz       | 1905 (1782 als Filialgemeinde von Ingrowitz, ab 1830 von Niemetzky)         | Klobauk  | Toleranzbethaus in Dankowitz | Toleranzbethaus in Dankowitz                       |
| Ingrowitz       | 1782                                                                        | Klobauk  | Evangelische Kirche in Ingrowitz | Evangelische Kirche in Ingrowitz                   |
| Jawornik        | 1782                                                                        | Jawornik | Toleranzbethaus in Jawornik | Toleranzbethaus in Jawornik                        |
| Groß-Lhota      | 1782                                                                        | Klobauk  | Obere evangelische Kirche in Groß-Lhota (ab etwa 1870), Untere evangelische Kirche in Groß-Lhota (bis etwa 1870, Gebäudenutzung gemeinsam mit der Gemeinde A. B. in Groß-Lhota) | Obere evangelische Kirche in Groß-Lhota            |
| Klobauk         | 1782                                                                        | Klobauk  | Evangelische Kirche in Klobauk; Evangelische Kirche in Herspitz (Filialgemeinde)                                                                                                | Evangelische Kirche in Klobauk                     |
| Lipthal         | 1782                                                                        | Jawornik | Toleranzbethaus in Liptál |                                                    |
| Mißlitz         | 1850 (in den 1780er Jahren als Filialgemeinde von Nußlau)                   | Klobauk  | Toleranzbethaus in Mißlitz | Toleranzbethaus in Mißlitz                         |
| Neustadtl       | 1783                                                                        | Klobauk  | Evangelische Kirche in Neustadtl | Evangelische Kirche in Neustadtl                   |
| Niemetzky       | 1782                                                                        | Klobauk  | Evangelische Kirche in Niemetzky | Evangelische Kirche in Niemetzky                   |
| Nikoltschitz    | 1868 (1866 als Filialgemeinde von Nußlau)                                   | Klobauk  | Evangelische Kirche in Nikoltschitz | Evangelische Kirche in Nikoltschitz                |
| Nußlau          | 1781                                                                        | Klobauk  | Evangelische Kirche in Nußlau | Evangelische Kirche in Nußlau                      |
| Ober-Wilimowitz | 1784                                                                        | Klobauk  | Evangelische Kirche in Ober-Wilimowitz; Evangelische Kirche in Trebitsch (Filialgemeinde)                                                                                       | Evangelische Kirche in Ober-Wilimowitz             |
| Prosetin        | 1782/1783                                                                   | Klobauk  | Toleranzbethaus in Prosetin | Toleranzbethaus in Prosetin                        |
| Prußinowitz     | 1782                                                                        | Jawornik | Evangelische Kirche in Prußinowitz | Evangelische Kirche in Prußinowitz                 |
| Rauschtka       | 1782                                                                        | Jawornik | Evangelische Kirche in Rauschtka | Evangelische Kirche in Rauschtka                   |
| Rowjetschin     | 1813 (1783 als Filialgemeinde von Prosetin)                                 | Klobauk  | Evangelische Kirche in Rowjetschin; Evangelische Kirche in Oels (Filialgemeinde)                                                                                                | Evangelische Kirche in Rowjetschin                 |
| Strschitesch    | 1867 (in Nachfolge der 1782 gegründeten Gemeinde in Wallachisch-Groß-Lhota) | Jawornik | Evangelische Kirche in Strschitesch; Toleranzbethaus in Wallachisch-Groß-Lhota (seit 1867 Filialgemeinde)                                                                       | Toleranzbethaus in Wallachisch-Groß-Lhota          |
| Wannowitz       | 1782                                                                        | Klobauk  | Evangelische Kirche in Wannowitz | Evangelische Kirche in Wannowitz                   |
| Wesseli         | 1782                                                                        | Klobauk  | Evangelische Kirche in Wesseli | Evangelische Kirche in Wesseli                     |
| Wsetin          | 1781/1785                                                                   | Jawornik | Evangelisch-reformiertes Toleranzbethaus in Wsetin; Evangelische Kirche in Jablunka (Filialgemeinde)                                                                            | Evangelisch-reformiertes Toleranzbethaus in Wsetin |
| Zadwierschitz   | 1782 (bis 1786 A. B.)                                                       | Jawornik | Evangelische Kirche in Zadwierschitz (Filialgemeinde; Gebäudenutzung gemeinsam mit der Gemeinde A. B. mit Sitz in Jassena)                                                      | Evangelische Kirche in Zadwierschitz               |